# برانكو كريفنكوفسكي
برانكو كرفينكوفسكي (المقدونية:Бранко Црвенковск) وهو رئيس الحالي لجمهورية مقدونيا وأصبح رئيس الحالي لجمهورية مقدونيا

## وصلات خارجية
- مقدونيا
- قائمة رؤساء مقدونيا
- جمهورية مقدونيا
- مقدونيا الشمالية